# Pallacanestro ai I Goodwill Games - Torneo femminile
Il torneo femminile di Pallacanestro ai Goodwill Games 1986 si è svolto nella città sovietica di Mosca, ed ha visto la vittoria degli Stati Uniti.

## Partecipanti
- Brasile
- Bulgaria
- Cecoslovacchia

- Unione Sovietica
- Stati Uniti
- Jugoslavia

## Girone unico
| Posizione | Paese            | V | P | Pf  | Ps  |
| --------- | ---------------- | - | - | --- | --- |
| 1         | Stati Uniti      | 5 | 0 | 391 | 311 |
| 2         | Unione Sovietica | 4 | 1 | 356 | 324 |
| 3         | Brasile          | 3 | 2 | 399 | 383 |
| 4         | Bulgaria         | 2 | 3 | 344 | 350 |
| 5         | Jugoslavia       | 1 | 4 | 293 | 342 |
| 6         | Cecoslovacchia   | 0 | 5 | 310 | 383 |

### Prima giornata
| Mosca 5 luglio 1986 | Stati Uniti | 72 – 53 | Jugoslavia |  |

| Mosca 5 luglio 1986 | Brasile | 91 – 84 | Bulgaria |  |

| Mosca 5 luglio 1986 | Unione Sovietica | 74 – 61 | Cecoslovacchia |  |

### Seconda giornata
| Mosca 6 luglio 1986 | Bulgaria | 79 – 52 | Cecoslovacchia |  |

| Mosca 6 luglio 1986 | Stati Uniti | 91 – 70 | Brasile |  |

| Mosca 6 luglio 1986 | Unione Sovietica | 63 – 52 | Jugoslavia |  |

### Terza giornata
| Mosca 7 luglio 1986 | Brasile | 79 – 65 | Jugoslavia |  |

| Mosca 7 luglio 1986 | Stati Uniti | 78 – 70 | Cecoslovacchia |  |

| Mosca 7 luglio 1986 | Unione Sovietica | 82 – 56 | Bulgaria |  |

### Quarta giornata
| Mosca 9 luglio 1986 | Jugoslavia | 65 – 61 | Cecoslovacchia |  |

| Mosca 9 luglio 1986 | Stati Uniti | 67 – 58 | Bulgaria |  |

| Mosca 9 luglio 1986 | Unione Sovietica | 77 – 72 | Brasile |  |

### Quinta giornata
| Mosca 10 luglio 1986 | Bulgaria | 67 – 58 | Jugoslavia |  |

| Mosca 10 luglio 1986 | Brasile | 87 – 66 | Cecoslovacchia |  |

| Mosca 10 luglio 1986 | Unione Sovietica | 60 – 83 | Stati Uniti |  |

## Classifica
| - | Paese            | Formazione |
| - | ---------------- | --- |
|   | Stati Uniti      | Brown · Cooper · Davis · Donovan · Edwards · Ethridge · Gillom · Harris · McClain · McConnell · Miller · Weatherspoon · All. Yow                         |
|   | Unione Sovietica | Barel' · Belašapka · Burjakina · Gerlic · Jakovleva · Kudrevatova · Kurikša · Murav'eva · Semënova · Šidlauskaitė · Tornikidu · Tuomaitė · All. Kapranov |
|   | Brasile          | Ani · Hortência · Marta Sobral · Mirlei · Nádia · Neusa · Paula · Ruth · Suzete · Vânia Hernandes · Vânia Teixeira · Zézé · All. Maria Helena            |
| 4 | Bulgaria         | Banova · Cekova · Čobanova · Dragomirova · Ivanova · Germanova · Makaveeva · Sašova · Slavčeva · Staneva · Uzunova · All. Nejčev                         |
| 5 | Jugoslavia       | Dornik · Golić · Imširović · Komnenović · Krivokapić · Listes · Milošević · Mujanović · Nikolić · Pečikoza · Radović · Vangelovska · All. Vasojević      |
| 6 | Cecoslovacchia   | Benková · Dobrovičová · Goldová · Hájková · Janoštinová · Kalužáková · Kováčová · Kysilková · Látalová · Lednická · Valová · Zarevúcká · All. Karger     |